# Банда Эдуарда Чудинова
Банда Эдуарда Чудинова — одно из самых жестоких организованных преступных сообществ в Свердловской области, созданное Эдуардом Чудиновым и его младшим братом Дмитрием. Всего в банду входило 8 человек. Преступники занимались вовлечением в проституцию молодых девушек, а тех, кто отказывался, убивали. Убийства девушек были совершены в 2002—2005 годах на территории Нижнего Тагила, Невьянского и Пригородного районов, а также на территориях, подчинённых городским администрациям Кушвы и Кировграда.
Не позднее 1 февраля 2007 года недалеко от посёлка Лёвиха, у автобусной остановки рядом с дорожным знаком «7 километр», в 13 километрах от автодороги Нижний Тагил — Екатеринбург, в 40 километрах от Нижнего Тагила было обнаружено массовое захоронение молодых женщин и детей. Данные об этом появились 2 февраля 2007 года в статье уральского корреспондента Рината Низамова в «Комсомольской правде». В этот же день прокуратура Свердловской области выступила с официальным заявлением с подтверждением данной информации. Было найдено и опознано по меньшей мере 15 тел девушек (по данным Рината Низамова — 30) в возрасте от 13 до 26 лет. В СМИ найденное захоронение получило название «Кладбище невест».
В результате судебного процесса было доказано совершение участниками банды 14 убийств.

## История банды
Главарь банды Эдуард Чудинов работал весовщиком на базе предприятия «Уралвтормет», на котором перепродавал краденый цветной металл, получая большую выгоду. В 2004 году вместе с недавно вышедшим на свободу другом Игорем Мелиженковым, отсидевшим 2 года в колонии за пьяную драку, Чудинов выкупил фирму по предоставлению секс-услуг. Согласно материалам дела, позже нелегальный интим-салон и стал основным бизнесом группировки. Они снимали одну квартиру, где жили секс-рабыни. Девушек в основном подбирали из неблагополучных семей, которые жили в близлежащих посёлках Нижнего Тагила.
С девушками знакомились, а затем предлагали проехать на квартиру, где их избивали и принуждали заниматься проституцией. Тех, кто соглашался, заставляли писать родственникам письмо, что с ними всё хорошо, и они скоро вернутся домой. Тех же, кто не хотел «работать», насиловали, а потом душили. Трупы вывозили в лес.
Ещё до организации секс-фирмы в 2002 году Эдуард Чудинов вместе со своими сообщниками Хмелёвым и Дьячковым задушили Ксению Фёдорову и Оксану Немытову. Фёдорова угрожала подать заявление в милицию на Чудинова за изнасилование, а Немытову убили, чтобы избавиться от свидетеля.
В ноябре 2005 года они убили девушку Олесю Ромуз, её труп позже был обнаружен в лесополосе. По данным оперативников, убийство совершил главарь банды Эдуард Чудинов. Он на практике показывал членам группировки, как правильно нужно душить человека.
Жертвами преступников становились и несовершеннолетние девушки. Член банды Марк Кустовский знакомился с юными девушками, ухаживал за ними, приглашал на свидания, а затем похищал и отвозил к Эдуарду Чудинову, который заставлял девушек заниматься секс-работой, а если те отказывались, то убивал их. Одними из таких жертв стали 15-летняя Оля Бубнова и 13-летняя Вика Юшкова. В своей квартире Кустовский и его друг Артюгин изнасиловали девушек, после чего вывезли их на машине в лес недалеко от Лёвихи, где Чудинов убил их.
Одним из эпизодов в деле проходила смерть старшей дочери Эдуарда Чудинова. По оперативным данным, он сам её убил. По его показаниям, в ходе ссоры с дочерью Чудинов ударил её кулаком по подбородку, от удара она упала, ударилась головой о камни и умерла. После этого Чудинов отвёз тело дочери в лес под Лёвихой и закопал.
Всего на счету тагильской «банды сутенёров» было 14 убитых женщин. Все погибшие были опознаны: самым молодым 13 и 15 лет, а самой старшей — 26 лет.

## Арест, следствие и суд
Над делом работал Александр Егоров (род. 26 июня 1968) — с 1997 года старший оперуполномоченный по ОВД отдела по борьбе с вымогательством УОП при УВД ВКО, закончил службу в 2013 году в должности начальника отделения по борьбе с общеуголовной преступностью ОУР ММУ МВД России «Нижнетагильское».
Раскручивать группу начали с задержания Эдуарда Чудинова и Игоря Мелиженкова, которых взяли за изнасилование. Потом прошла информация, что Эдуард Чудинов содержит фирму, которая предоставляет интим-услуги, а там без вести пропадают девушки. За одним убийством стали появляться новые и новые эпизоды. Члены группировки в целом не были замечены в преступных наклонностях. Игорь Мелиженков единственный из них был с криминальным прошлым. Оперативник Александр Егоров считает, что после нескольких первых преступлений их опьянила безнаказанность.
Следствие вёл следователь по особо важным делам прокуратуры Свердловской области Алексей Прохоров.
В 2008 году на скамье подсудимых по обвинению в организации преступного сообщества, убийстве, изнасиловании, похищении человека и укрывательстве преступлений оказались восемь жителей Нижнего Тагила в возрасте от 23 до 45 лет. В апреле 2008 года постоянная сессия коллегии по уголовным делам Свердловского областного суда в Нижнем Тагиле под председательством Сергея Жернова огласила приговор по уголовному делу об убийстве 14 девушек:
- Чудинов Эдуард Владимирович (род. 1969) — признан виновным в совершении 12 убийств (ст. 105 УК), изнасиловании (ст. 131), похищении людей (ст. 126), организации занятия проституцией (ст. 241) и приговорён к пожизненному лишению свободы с отбыванием наказания в колонии особого режима «Чёрный беркут»;
- Чудинов Дмитрий Владимирович (род. 1970) — за убийство, изнасилование и насильственные действия сексуального характера приговорён к лишению свободы сроком на 21 год, из них — отбывание наказания в тюрьме в течение 7 лет, оставшийся срок — в колонии строгого режима;
- Хмелёв Игорь Вячеславович (род. 1961) — за убийство и изнасилование приговорён к лишению свободы сроком на 22 года, 7 лет из них — в тюрьме, оставшийся срок — в исправительной колонии строгого режима;
- Мелиженков Игорь Викторович (род. 1976) — по всем обвинениям совокупно приговорён к 16 годам лишения свободы[6];
- Кустовский Марк Сергеевич (род. 1980) — за похищение двух и более лиц, изнасилование и два убийства приговорён к лишению свободы сроком на 24 года, из них — 8 лет отбывания лишения свободы в тюрьме, оставшийся срок — в колонии строгого режима;
- Крючков Евгений Александрович (род. 1979) — приговорён к 10 годам лишения свободы с отбыванием наказания в исправительной колонии строгого режима;
- Дьячков Дмитрий Александрович (род. 1982) — признан виновным в убийстве двух девушек, совершённом группой лиц либо по предварительному сговору с целью скрыть другое преступление, сопряжённое с изнасилованием или насильственными действиями сексуального характера, приговорён к 13 годам лишения свободы с отбыванием наказания в исправительной колонии строгого режима;
- Артюгин Илья Сергеевич (род. 1983) — признан виновным в незаконном лишении свободы, насильственных действиях сексуального характера, по девяти эпизодам суд приговорил его к лишению свободы сроком на 11 лет с отбыванием наказания в колонии общего режима.

В 2020 году Дмитрий Чудинов просил суд заменить неотбытую часть наказания на более мягкую, суд отклонил просьбу.

## В массовой культуре
- Выпуск «Кладбище невест» телепередачи «Пусть говорят» (2007)
- Документальный фильм «Кладбище невест» из цикла «Честный детектив» (2007)
- Выпуск «Маньяки проснулись» телепередачи «Чистосердечное признание» (2007)
- Документальный фильм «Охота на красоту» из цикла «Криминальные хроники» (2009)
- Документальный фильм «Мёртвая петля» из цикла «Первая кровь» (2010)
- Документальный фильм «Могила для девочек» из цикла «Вне закона» (2011)
- Документальный фильм «Кладбище невест» из цикла «По следу монстра» (2021)